# Dickson Abiama
Dickson Abiama (* 3. November 1998 in Lagos) ist ein nigerianischer Fußballspieler. Er ist flexibel im Angriff einsetzbar und steht beim 1. FC Kaiserslautern unter Vertrag.

## Karriere

### Anfänge in Nürnberg, Fürth und Erlangen
Abiama lebte als Kind 500 km östlich der Hauptstadt Lagos in einem Dorf bei seinen Großeltern, nachdem seine Eltern nach Deutschland emigriert waren. Eigenen Aussagen zufolge gab es im näheren Umkreis lediglich einen einzigen Fußballplatz, der noch dazu von den Kindern selbst gestutzt werden musste. Im Sommer 2016 holten ihn seine Eltern, die in Nürnberg-Mögeldorf sesshaft geworden waren, zu sich. Der junge Dickson spielte fortan allein Fußball und wurde mit 17 von zwei anderen Jungen an den nordöstlichen Stadtteilklub SpVgg Mögeldorf 2000 verwiesen. Dort war er in der A-Jugend aktiv und erlangte darüber hinaus den Qualifizierenden Hauptschulabschluss. Mit 102:28 Toren und nur einer Niederlage wurde die Mannschaft Meister der Kreisliga Nürnberg/Frankenhöhe, Abiama hatte in 21 Ligaspielen 29 Tore beigesteuert; beim im folgenden Winter ausgetragenen McDonald's-Hallencup gewann man jedoch keins der vier Spiele. Parallel zu seinem Engagement in der U19 wurde der Nigerianer ab April 2017 in die erste Herrenmannschaft integriert, die in der Kreisklasse 4 antrat, und rückte im Sommer desselben Jahres fest in diese auf. 
Nach der Vizemeisterschaft hinter der Turnerschaft Fürth und 27 Ligatoren wechselte der Angreifer in die Nachbarstadt Fürth zum Landesligisten SG Quelle. Auch in der sechsten Liga war Abiama Stammkraft und spielte sich in den Fokus des eine Liga darüber spielenden Bayernligisten SC Eltersdorf aus Fürths Nachbarstadt Erlangen. Mit Eltersdorf absolvierte der Nigerianer unter anderem ein Vorbereitungstestspiel gegen die erste Mannschaft der SpVgg Greuther Fürth, in dem er einmal gegen deren Keeper Sascha Burchert erfolgreich war. Seit diesem Spiel ließ Fürths Sportgeschäftsführer Rachid Azzouzi den Spieler beobachten und lud ihn im Herbst 2019 zu einem Probetraining bei der U23 ein.

### Bundesliga mit der SpVgg Greuther Fürth
Im Winter setzte Abiama seine Unterschrift unter einen bis Juni 2022 gültigen Profivertrag und flog mit ins Trainingslager in die Türkei, durfte aber bis zum Sommer 2020 noch in Erlangen tätig sein. Bei Greuther Fürth arbeitete man mit Abiama von Beginn an an dessen taktischen Defiziten, seine Physis hatte dieser bereits während seiner Zeit beim SC Eltersdorf privat in einem Fitnessstudio verbessert.
Bei den Kleeblättern war der Angreifer zunächst meist als „Joker“ hinter Kapitän Branimir Hrgota, Håvard Nielsen und Jamie Leweling aktiv, konnte aber sowohl im DFB-Pokal als auch in der 2. Bundesliga bereits seine ersten Tore schießen. Sein erstes Spiel über die volle Distanz absolvierte er am 26. Januar 2021 (18. Spieltag) beim 1:0-Auswärtssieg gegen den VfL Osnabrück, zu dem er die entscheidende Torvorlage lieferte. Beim Heimspiel gegen den mittelfränkischen Rivalen 1. FC Nürnberg am 26. Spieltag köpfte er in der dritten Minute der Nachspielzeit den Ausgleich zum 2:2 ein und bewahrte sein Team so vor einer bitteren Heimniederlage im 268. Frankenderby. Bereits zuvor hatte Abiamas Tor gegen Hannover 96, ebenfalls ein 2:2, einen weiteren wichtigen Zähler beschert. Am 23. Mai 2021 gelang ihm dann am letzten Spieltag der Saison 2020/21 und eine Minute nach seiner Einwechslung (82.) der entscheidende Treffer zum 3:2-Sieg gegen Fortuna Düsseldorf, der für die SpVgg gleichzeitig den direkten Aufstieg in die Bundesliga bedeutete. Seine erste Saison als Profi schloss der Nigerianer mit sieben Treffern und zwei Assists in der Liga sowie mit zwei Toren im Pokal (Aus im Achtelfinale) ab.
Im deutschen Oberhaus erhielt Abiama in den ersten zehn Spielen, aus denen er mit Fürth lediglich einen Zähler holte, zwei Startelfmandate. Ansonsten zog ihm Trainer Leitl Spielführer Hrgota und dessen Sturmpartner Nielsen sowie Neuzugang Cedric Itten vor. Am 1. Spieltag bereitete der Stürmer das einzige Tor beim 1:5 gegen Stuttgart vor – bis zu einer COVID-19-Infektion, die ihn zwei Bundesligaspiele kostete, blieb es seine einzige direkte Torbeteiligung. Nach seiner Genesung erhielt der Stürmer weitere Startelfnominierungen, konnte jedoch keine Akzente setzen und war beim 1:7 gegen Bayer 04 Leverkusen am 14. Spieltag gar dem kicker zufolge einer der notenschlechtesten Akteure auf dem Feld. Daraufhin blieb Abiama nur noch die Rolle als Einwechselspieler, weitere Spielpraxis erhielt er in der Regionalliga, wo er beispielsweise an allen Toren direkt beteiligt war, als man sich von der zweiten Mannschaft des FC Augsburg mit 3:2 trennte. Da Greuther Fürth ab dem 5. Spieltag durchgängig den letzten Rang belegte und auch nur drei Bundesligaspiele gewann, erfolgte im Frühjahr 2022 der direkte Wiederabstieg. Zurück in der 2. Bundesliga profitierte der Nigerianer vom Weggang Håvard Nielsens, allerdings verpflichteten die Vereinsverantwortlichen den wenige Monate jüngeren Leihspieler Ragnar Ache sowie Armindo Sieb. Im Verlauf der Hinserie, die die Fürther auf Rang 10 mit nur drei Punkten Vorsprung auf die Abstiegsränge beendeten, konnte der Stürmer nur zwei Tore vorbereiten und ansonsten keine weiteren direkten Beteiligungen vorweisen. Seine Assists sicherten jeweils Remis, statistisch wurde er von Hrgota und Sieb oder sogar den Verteidigern Simon Asta und Damian Michalski überflügelt.

### Wechsel nach Kaiserslautern
Anfang Januar 2024 wechselte Abiama, der sich im Jahr 2023 mit sechs Toren keinen Stammplatz im Team von Coach Alexander Zorniger erkämpfen konnte, innerhalb der 2. Bundesliga zum 1. FC Kaiserslautern. Bei den Pfälzern bekleidete Abiama verschiedene Offensivpositionen und konnte als Einwechselspieler keine direkten Torbeteiligungen vorweisen. Im Februar 2025 wurde er für den Rest der laufenden Saison an den TSV 1860 München verliehen.

## Erfolge
SpVgg Greuther Fürth
- Aufstieg in die Bundesliga: 2021